# Øster Snede Sogn
Øster Snede Sogn er et sogn i Hedensted Provsti (Haderslev Stift).
I 1800-tallet var Øster Snede Sogn et selvstændigt pastorat. Det hørte til Nørvang Herred i Vejle Amt. Øster Snede sognekommune blev ved kommunalreformen i 1970 indlemmet i Hedensted Kommune.
I Øster Snede Sogn ligger Øster Snede Kirke.

## Stednavne
I sognet findes følgende autoriserede stednavne:
- Blæsbjerg (bebyggelse)
- Bøgballe (bebyggelse, ejerlav)
- Bøgballe Kær (bebyggelse)
- Båstrup (bebyggelse, ejerlav)
- Gammelmark (bebyggelse)
- Gammelsole (bebyggelse, ejerlav)
- Gesager (bebyggelse, ejerlav)
- Kragelund (bebyggelse, ejerlav)
- Kragelund Fælled (bebyggelse)
- Krollerup (bebyggelse, ejerlav)
- Krollerup Torp (bebyggelse)
- Nørrehede (bebyggelse)
- Solekær (bebyggelse)
- Soleskov (bebyggelse, ejerlav)
- Øster Snede (bebyggelse, ejerlav)

## Vækkelsen
Fra begyndelsen af det 19. århundrede og fremefter var Øster Snede Sogn et centrum for vækkelsesbevægelsen de stærke jyder, hvis indflydelse endnu i dag kan ses på sognets høje kirkelige engagement. De stærke jyder gik i opløsning i løbet af det 20. århundrede, men lever videre i Indre Mission, som har to missionshuse i sognet.